# Jean-Luc Godard
Jean-Luc Godard (tiếng Pháp: [ʒɑ̃lyk ɡɔdaʁ]; 3 tháng 12 năm 1930 - 13 tháng 9 năm 2022) là một đạo diễn phim, biên kịch người Pháp-Thụy Sĩ. Ông thường được nhắc đến với các phong trào điện ảnh Pháp năm 1960 La Nouvelle Vague, (tiếng Việt: làn sóng mới).
Giống như những người đương thời New Wave của mình, Godard chỉ trích tính chính thống của điện ảnh Pháp, vốn "nhấn mạnh sự lành nghề vượt trên sự đổi mới, các đạo diễn gạo cội hơn các đạo diễn mới, và ưa thích thử nghiệm những tác phẩm vĩ đại của quá khứ." Để thách thức truyền thống này, ông và các nhà phê bình đồng tư tưởng bắt đầu làm phim của riêng mình. Nhiều phim trong số những bộ phim của Godard thách thức những quy ước của truyền thống Hollywood và cả điện ảnh Pháp. Ông thường được coi là đạo diễn phim cấp tiến nhất của Pháp trong những năm 1960 và 1970; cách tiếp cận của ông trong cách làm phim, chính trị và triết lý làm cho ông trở thành đạo diễn có ảnh hưởng nhất của phong trào New Wave tại Pháp. Cùng với việc thể hiện kiến thức về lịch sử điện ảnh qua homages và tài liệu tham khảo, một số bộ phim của ông bày tỏ quan điểm chính trị; ông là một người thích đọc chủ nghĩa hiện sinh và triết học Marx-Lenin.
Kể từ phong trào Làn sóng mới, chính trị của ông đã bớt nổi loạn và những bộ phim gần đây của ông là về nghệ thuật trình diễn và xung đột của con người từ góc nhìn của một người theo chủ nghĩa nhân văn và chủ nghĩa Mác.
Ông qua đời vào ngày 13 tháng 9 năm 2022 tại nhà riêng ở Rolle, Thụy Sĩ, sau một thủ tục tự sát có hỗ trợ.